# Frank Sullivan
Frank Sullivan (Saratoga Springs, 22 settembre 1892 – Saratoga Springs, 19 febbraio 1976) è stato uno scrittore statunitense.

## Biografia
Frank Sullivan, dopo la laurea alla Cornell University nel 1914 lavorò per il giornale The Saratogian fino al 1917, quando fu richiamato alle armi. Dopo il servizio militare si trasferì a New York. Qui scrisse per diversi giornali: Herald, Sun, Harper's Bazaar, The Atlantic Monthly, Good Housekeeping e, notoriamente, New York World (dal 1924 al 1931) e The New Yorker dal 1926, anno della fondazione, dove divenne un colonnista umoristico apprezzato e creò diversi personaggi e storielle fino agli anni 1950.
Fece parte della Tavola rotonda dell'Algonquin. Non si sposò mai e tornò alla città natale negli anni 1960 dove ha vissuto, continuando a scrivere libri, fino alla morte (1976).

## Opere
- The Life and Times of Martha Hepplethwaite (1926)
- The Adventures of an Oaf (1927)
- Innocent Bystanding (1928)
- Broccoli and Old Lace (1931)
- In One Ear (1933)
- A Pearl in Every Oyster (1938)
- Sullivan at Bay (1939)
- The Sergeant Says (1943, a cura di)
- A Rock in Every Snowball (1946)
- The Night the Old Nostalgia Burned Down (1953)
- Sullivan Bites News: Percverse News Items (1954)
- A Moose in the Hoose (1959)
- Frank Sullivan Through the Looking Glass (1970)